# 戴海蓉
戴海蓉（1975年—），湖南石门人，土家族，中华人民共和国政治人物、第十二届全国人民代表大会湖南地区代表。
毕业于湖南城市建设高等专科学校城乡规划。2013年，担任全国人大代表。